# 十日町シネマパラダイス
十日町シネマパラダイス（とおかまちシネマパラダイス）は、かつて新潟県十日町市にあった映画館。新潟県中越地震から3年後の2007年（平成19年）12月15日に開館したが、2018年（平成30年）3月11日をもって閉館した。閉館時には魚沼地域唯一の映画館だった。

## 特色
JR・北越急行十日町駅東口から北東に徒歩約10分、国道117号沿いの新潟県十日町市本町六の一丁目381番地1に所在した。南側には西宮神社と四ツ宮神社があり、さらにその南側には四ツ宮公園があった。館名はイタリア映画『ニュー・シネマ・パラダイス』に因んでいる。
126席の座席はフランスのキネット社(Quinette)製であり、フランスから直輸入している。ロビーはカーペット敷きだが、フローリングの小上がりにはグランドピアノが設置されており、プロの音楽家を招いたミニコンサートやライブイベントなども行った。十日町市内の小中学生に貸し切りで映画鑑賞の機会を与える事業などを行い、地域貢献や映画文化の発信に力を入れていた。
開館してしばらくはミニシアター系の作品を上映し、年配者や20代から40代の女性が客層の中心だった。公民館などでの移動上映活動を行っていた十日町松竹のオーナーが運営に参画すると、東宝・松竹・東映の邦画メジャー系作品も上映するようになり、客層も変わっていった。観客は十日町市外からも訪れた。

## 歴史

### 十日町市の映画館

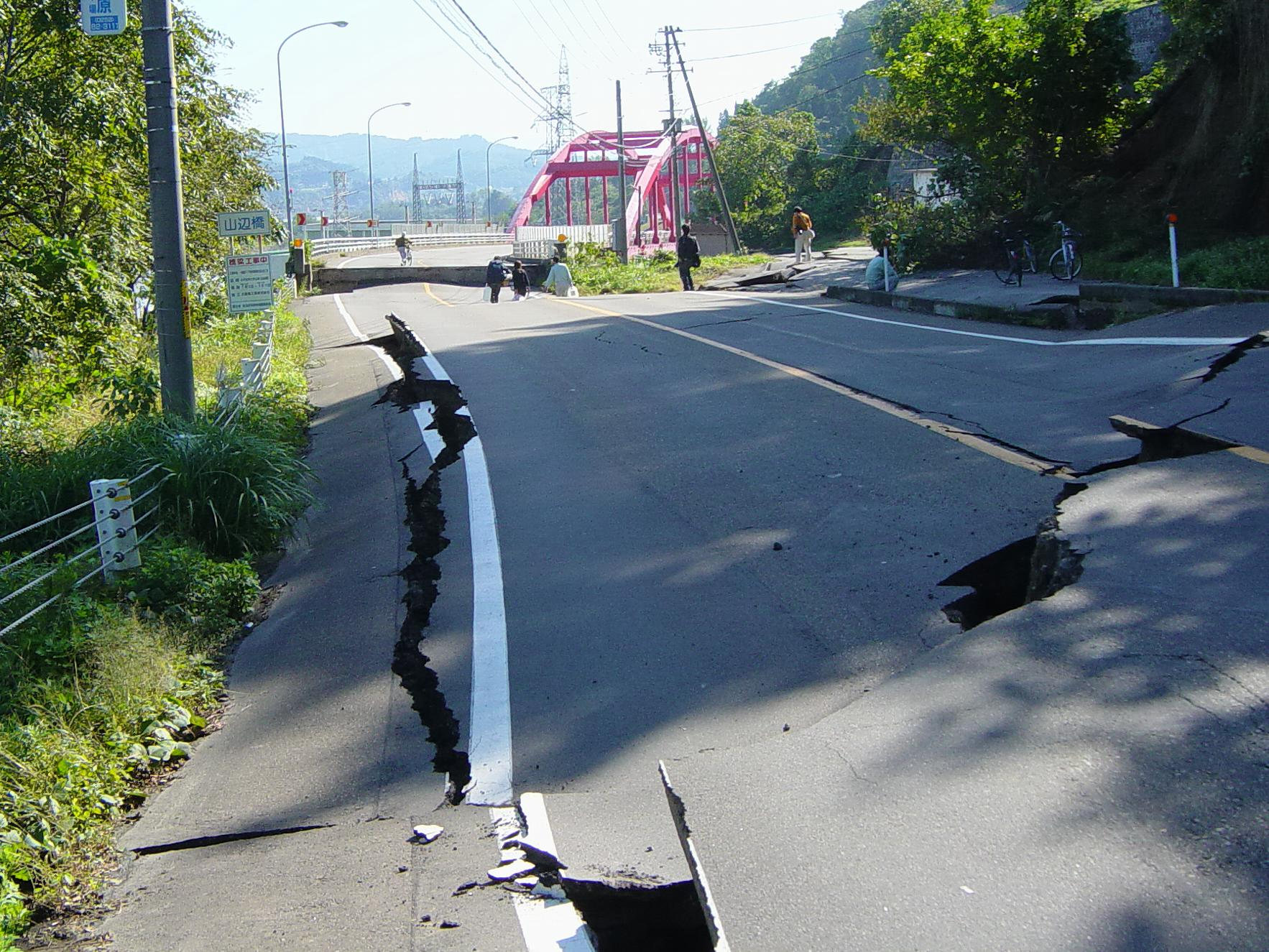
十日町市も大きな被害を受けた新潟県中越地震（写真は小千谷市）

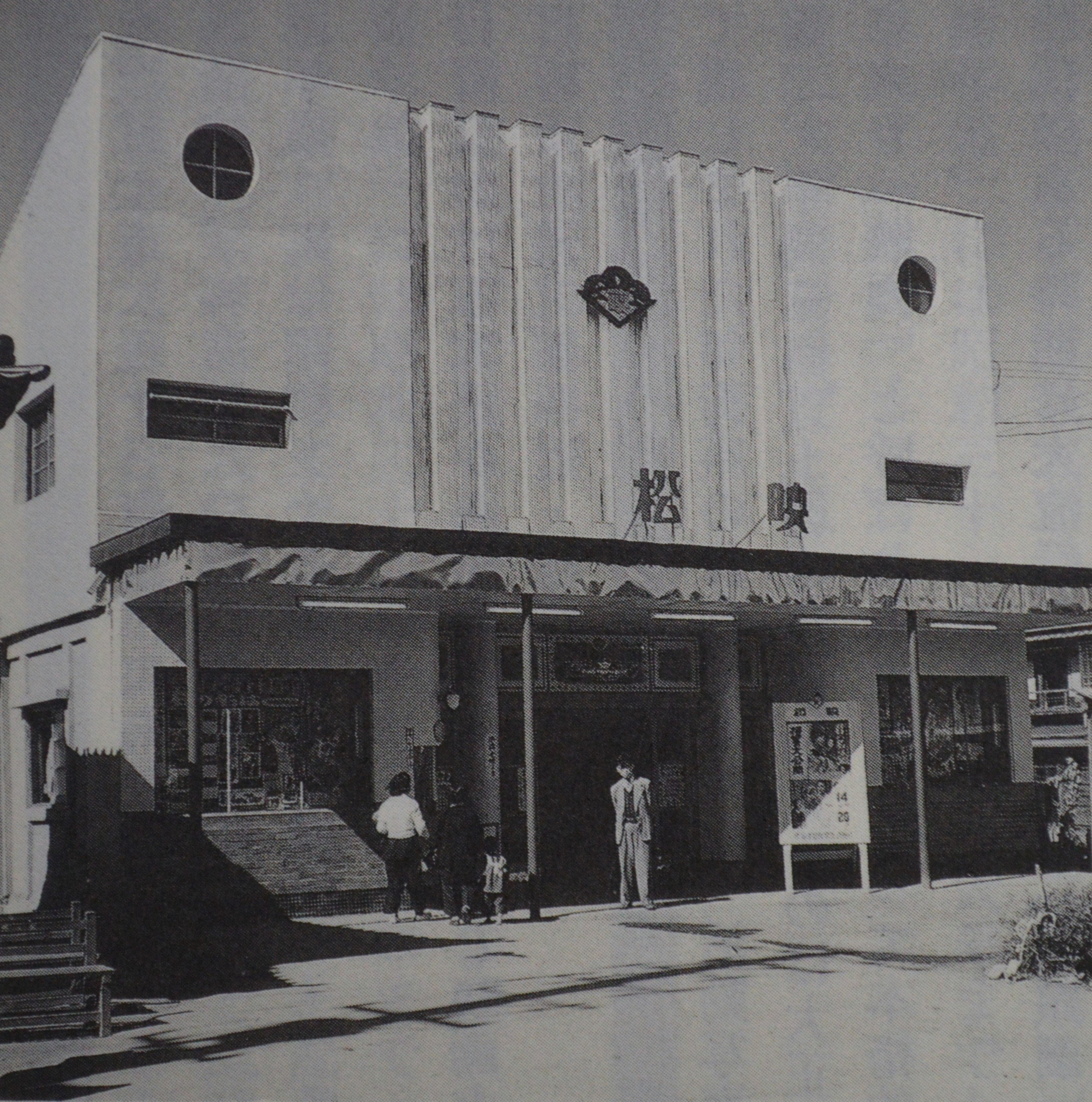
十日町市にあった十日町松映

全国の映画館数がピークを迎えた1960年（昭和35年）、新潟県には128館の映画館があり、十日町市には十日町映劇（十日町映画劇場）、十日町松映、渡清館の3館の映画館があった。20年後の1980年（昭和55年）、十日町市には十日町映画劇場、十日町松映の後継館である十日町松竹の2館の映画館があった。
1968年（昭和43年）12月30日に開館した十日町松竹は、字宇都宮54番地（現・本町五丁目39番地6）の十日町娯楽会館1階にあり、十日町映画劇場（十日町映劇）が閉館すると市内唯一の映画館として営業を続けた。十日町娯楽会館は4階建ての商業ビルであり、十日町松竹のほかにはボウリング場やスナックなどが入っていた。
2004年（平成16年）10月23日には新潟県中越地震が発生し、震度6強を観測した十日町市は9人の死者を出した。なお、十日町娯楽会館北側から崩れ落ちた壁面の下敷きになった1人が死亡している。十日町娯楽会館の建物は半壊して営業の継続が不可能となり、そのまま休館（事実上の閉館）に追い込まれた。これにより、2004年10月から2007年12月までの約3年間は十日町市から映画の灯が消えた。

### 開館

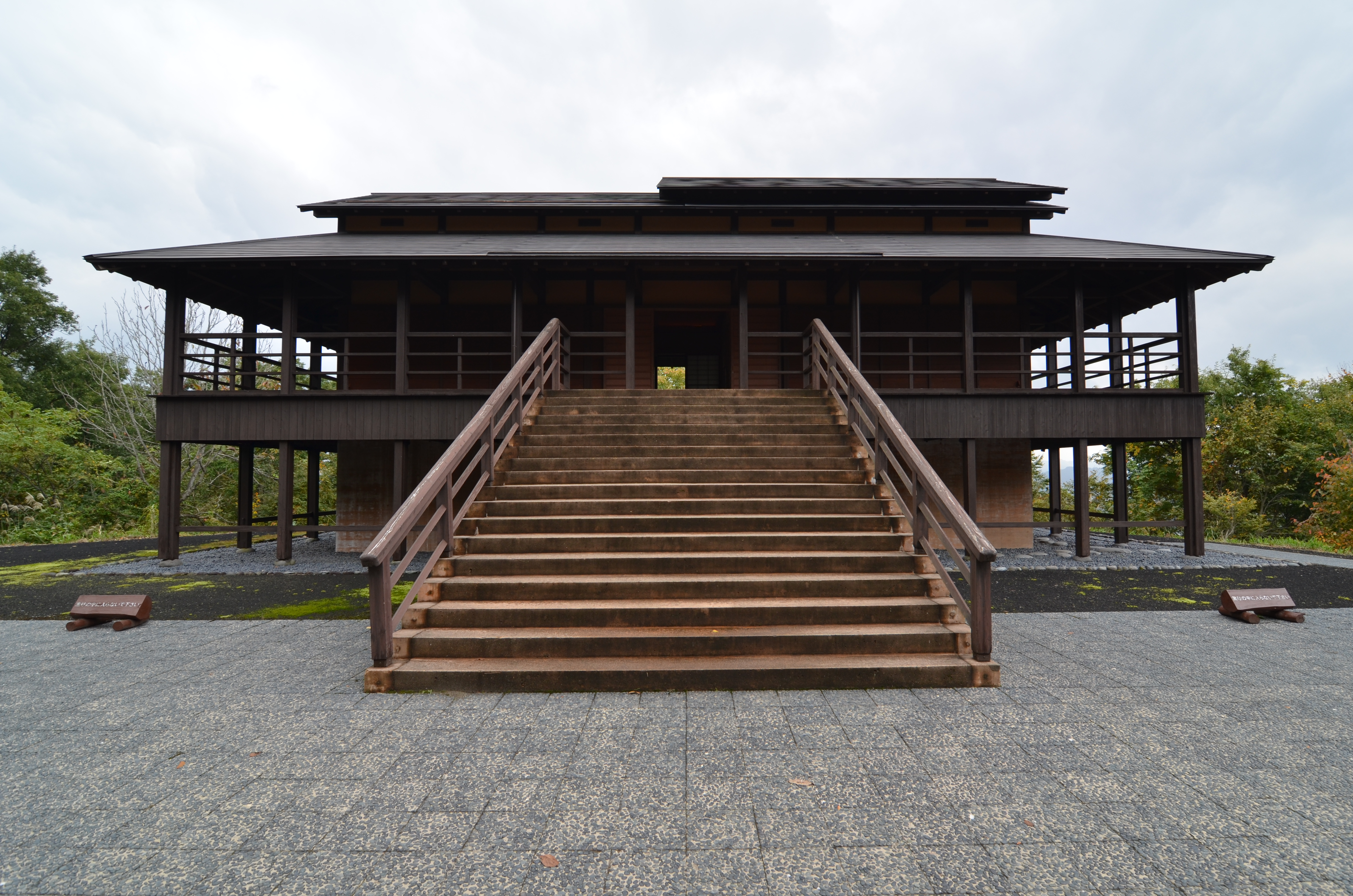
十日町シネマパラダイスも会場となっている大地の芸術祭

1944年（昭和19年）生まれの岡元眞弓（真弓）は、1963年（昭和38年）に新潟県立十日町高等学校を卒業し、着物メーカーに勤務した後の1976年（昭和51年）に夫の岡元松男とともに呉服販売店を創業した。ふたりは1988年（昭和63年）に織物加工会社「きものブレイン」を設立し、眞弓は1993年（平成5年）に副社長となっている。映画監督の岡元雄作は眞弓と松男の次男である。
再び十日町に映画館を開館させるべく眞弓が私財を投じ、2006年（平成18年）に運営会社・夢シネマ株式会社を設立して社長に就任。2007年（平成19年）12月15日に十日町シネマパラダイスを開館させた。夫の松男は映画館の運営に反対したが、眞弓は夫を説得して押し切っている。建物はかつてパチンコ店が入っていた物件であり、その後はいくつかの店舗が入っていたものの、いずれも長続きせずに空き家となっていた。
スタッフの研修や配給会社の紹介などの運営面は、東京のミニシアターであるユーロスペースの協力を受けた。眞弓の長男である岡元豪平は十日町シネパラダイスの副支配人を務めるが、半年間にわたってユーロスペースで修行を行い、チケットもぎりのテクニックから映写技術までを習得、映画会社へのあいさつ回りなども行ってから十日町に戻った。
開館時には35mm映写機を2台設置し、またその後を見据えてDVD・ブルーレイディスクの上映に対応できるような設備を揃えた。音響などの設備面は、東京の学校法人アテネ・フランセの協力を受けた。開館にあたっては建物の遮音工事で音響効果を高め、また温水ヒーターによる暖房設備を導入した。ホールの音響は舞台挨拶に訪れた監督から高く評価されるほどだった。初上映作品は館名の由来にもなったイタリア映画『ニュー・シネマ・パラダイス』であり、開館週のプログラムでは『かもめ食堂』や『天然コケッコー』など約10作品を上映している。

### 開館後

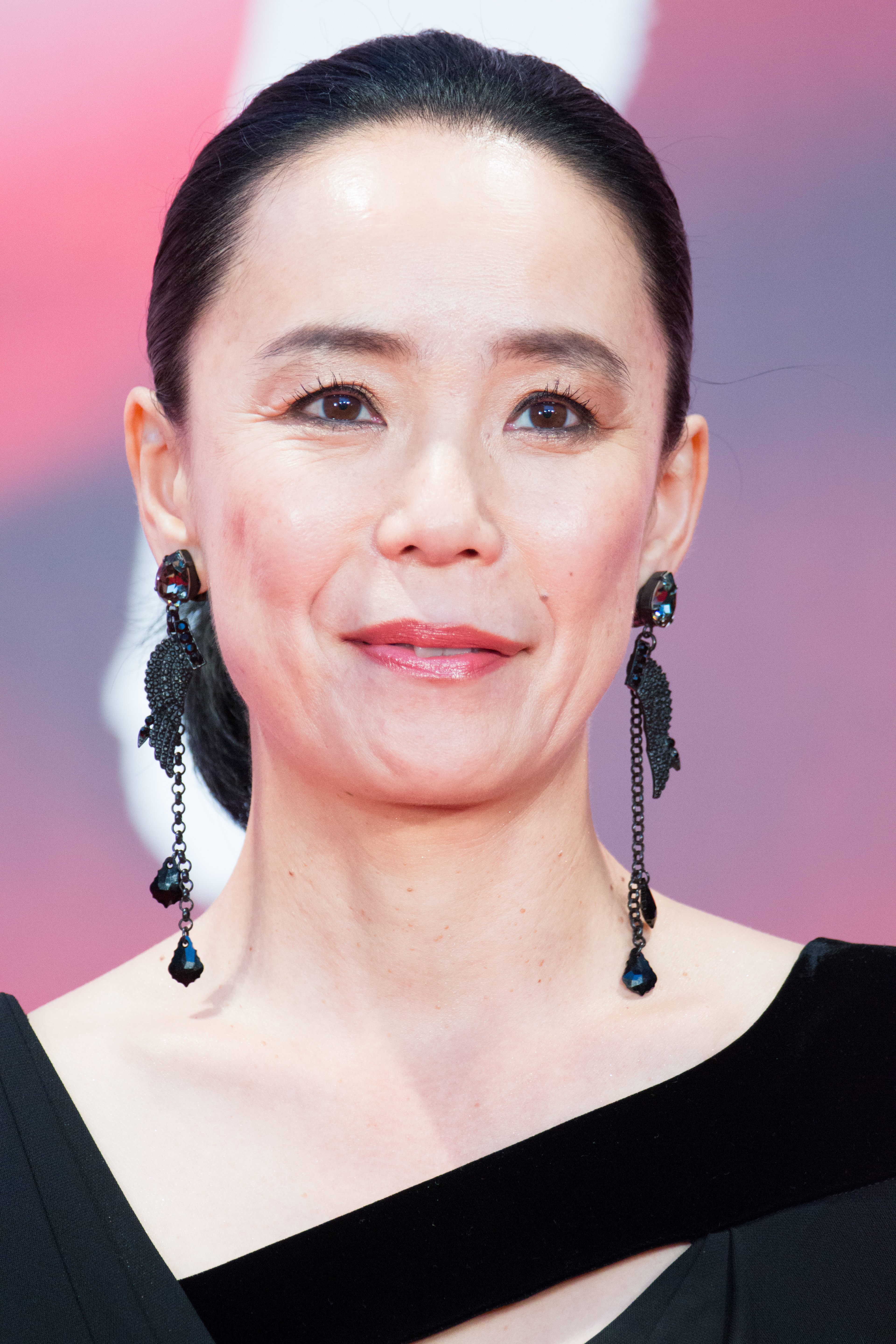
2008年に来館した河瀨直美監督

第60回カンヌ国際映画祭でグランプリを受賞した『殯の森』を2008年（平成20年）1月に上映した際には、河瀨直美監督が来館して舞台挨拶を行っている。事業計画では開館後1年間で3万人を集客する目標を立てていたが、2008年の観客動員数は約12,000人と伸び悩んだ。同年にもっとも観客動員数が多かったのは、日本中に論争を巻き起こした『靖国 YASUKUNI』だった。当時は批判の電話が殺到したものの、「作品への評価は観客が判断する」として上映を行ったという。
2009年（平成21年）夏の大地の芸術祭 越後妻有アートトリエンナーレ期間中には、フランス人芸術家のジャン＝ミシェル・アルベローラが十日町市小屋丸の限界集落を舞台にして製作した『小屋丸 夏と秋』を上映し、9月22日のプレミア上映会では珍しく立ち見が出た。
2009年に『闇の子供たち』を上映した際には阪本順治監督が舞台挨拶を行ってる。また、同年1月に『ホームレスが中学生』（『ホームレス中学生』とは別作品）に出演した望月美寿々、3月に『水になった村』の大西暢夫監督、5月に『チョコラ!』の小林茂監督、7月に『しゃったぁず・4』の畑中大輔監督や出演した池内万作・ちはる・油井昌由樹・高橋直樹、8月に『大地』の三田村龍伸監督、8月に『モノクロームの少女』の五藤利弘監督と出演した寺島咲、11月に『トーテム Song for home』の若木信吾監督が舞台挨拶などを行っている。
2010年（平成22年）9月22日にはアルベローラが再び製作した『小屋丸 夏と秋』がプレミア上映された。同年10月には『魂萌え!』鑑賞会と阪本順治監督の舞台挨拶を行い、補助いすを出すほどの盛況となった。2011年（平成23年）6月には十日町市を舞台とする石橋杏奈ら出演の『雪の中のしろうさぎ』を上映し、長岡市出身の五藤利弘監督が舞台挨拶を行った。同年12月に『あぜみちジャンピンッ!』を上映した際には西川文恵監督と出演者の大場はるか・上杉まゆみが舞台挨拶を行った。
2012年（平成24年）5月に『百合子、ダスヴィダーニヤ』を上映した際には浜野佐知監督が舞台挨拶を行った。同年12月15日にはロビーで開館5周年記念イベント「ワインと映画音楽と映画を楽しむ会」を開催し、『天地明察』の上映会も開催した。
2013年（平成25年）6月にはデジタルシネマに対応した映画館となり、デジタル上映設備の導入を記念して『ライフ・オブ・パイ/トラと漂流した227日』を上映した。同年7月に『チチを撮りに』を上映した際には中野量太監督と主演の柳英里紗が舞台挨拶を行い、立ち見が出るほどの大盛況となった。同年9月に『よみがえりのレシピ』を上映した際には渡辺智史監督が舞台挨拶を行った。2014年（平成26年）に十日町市の少女が主人公のドキュメンタリー『夢は牛のお医者さん』を上映すると、総観客数が3,000人を超えるヒット作となった。
2015年（平成27年）7月27日から8月9日まで、十日町市の新市発足10周年を記念した十日町映画祭が十日町シネマパラダイスで開催された。阿賀野川流域を舞台とする『阿賀に生きる』で撮影を担当した小林茂監督の『風の波紋』、2009年に上映したアルベローラ監督の『小屋丸 冬と春』など、計15作品が上映された。

### 閉館
十日町シネマパラダイスの観客数は低迷し、また73歳の岡元眞弓館長ががんの摘出手術を受け、度々呼吸困難に陥ったことで運営が困難となり、眞弓は「自分の手で区切りを付けたい」として閉館を決意した。閉館は東日本大震災発生から7年後の2018年（平成30年）3月11日で、わずか10年3ヶ月の営業であった。
2月24日から閉館までは記念企画を多数催している。人気が高かった『夢は牛のお医者さん』を上映し、2月25日には時田美昭監督や音楽を手掛けた本宮宏美による舞台挨拶が行われた。また、岡元館長の次男で映画監督の岡元雄作による『きみはなにも悪くないよ』や『Music Of My Life』を上映し、3月3日には岡元雄作による舞台挨拶が行われた。最終日の3月11日には『ニュー・シネマ・パラダイス』を無料上映した。10年間で上映した作品数は計644作品に上った。
閉館から約1か月が過ぎた4月20日、館長を務めた岡元眞弓が死去した。なお、閉館後の建物は直ちに建て替えられ、同年8月31日にコンビニエンスストアのセブン-イレブン十日町本町店が開業している。また当館の座席の一部は、2021年（令和3年）6月に開業した東京都青梅市の映画館『シネマネコ』で再利用されている。

## 「お客様が選ぶ上映作品ベスト10」
十日町シネマパラダイスでは毎年、観客によるベストテン企画「お客様が選ぶ上映作品ベスト10」を行っていた。各年の第1位は以下のとおりである。
| 各年の「お客様が選ぶ上映作品ベスト10」第1位 | 各年の「お客様が選ぶ上映作品ベスト10」第1位 | 各年の「お客様が選ぶ上映作品ベスト10」第1位 |
| 年                                          | 作品                                        | 監督                                        |
| ------------------------------------------- | ------------------------------------------- | ------------------------------------------- |
| 2008年                                      | 『歩いても 歩いても』                       | 是枝裕和                                    |
| 2009年                                      | 『ディア・ドクター』                        | 西川美和                                    |
| 2010年                                      | 『オーケストラ!』                           | ラデュ・ミヘイレアニュ                      |
| 2011年                                      | 『一枚のハガキ』                            | 新藤兼人                                    |
| 2012年                                      | 『天地明察』                                | 滝田洋二郎                                  |
| 2013年                                      | 『そして父になる』                          | 是枝裕和                                    |
| 2014年                                      | 『夢は牛のお医者さん』                      | 時田美昭                                    |
| 2015年                                      | 『あん』                                    | 河瀨直美                                    |
| 2016年                                      | 『シン・ゴジラ』                            | 庵野秀明・樋口真嗣                          |